# Matinecock
Matinecock és una població dels Estats Units a l'estat de Nova York. Segons el cens del 2000 tenia 836 habitants.

## Demografia
Segons el cens del 2000, Matinecock tenia 836 habitants, 285 habitatges, i 216 famílies. La densitat de població era de 121,8 habitants/km².
Dels 285 habitatges en un 36,8% hi vivien nens de menys de 18 anys, en un 67,7% hi vivien parelles casades, en un 3,9% dones solteres, i en un 24,2% no eren unitats familiars. En el 20,7% dels habitatges hi vivien persones soles el 10,2% de les quals corresponia a persones de 65 anys o més que vivien soles. El nombre mitjà de persones vivint en cada habitatge era de 2,93 i el nombre mitjà de persones que vivien en cada família era de 3,31.
Per edats la població es repartia de la següent manera: un 26,8% tenia menys de 18 anys, un 4,5% entre 18 i 24, un 26,1% entre 25 i 44, un 27,3% de 45 a 60 i un 15,3% 65 anys o més.
L'edat mediana era de 40 anys. Per cada 100 dones de 18 o més anys hi havia 98,1 homes.
La renda mediana per habitatge era de 135.922 $ i la renda mediana per família de 171.832 $. Els homes tenien una renda mediana de 100.000 $ mentre que les dones 36.042 $. La renda per capita de la població era de 93.559 $. Entorn del 2,1% de les famílies i el 4,1% de la població estaven per davall del llindar de pobresa.